# Мит о Сизифу
Мит о Сизифу (фр. Le Mythe de Sisyphe) је филозофски есеј егзистенцијалистичког филозофа Албера Камија који је написао 1942. године кроз који објашњава филозофију апсурда која се бави темом човековог узалудног тражења смисла, вечних истина и вредности.
Есеј чине четири целине: Апсурдно просуђивање, Апсурдни човек, Апсурдно стварање и Мит о Сизифу. Аутор есеј започиње кључним питањем филозофије, а то је чин самоубиства. Вреди ли живети и који је смисао живота је основно филозофско питање Камија. Он сматра да самоубиство значи признавање да је живот победио и да се не може схватити поента, односно да се појединац помирио са тиме да живот нема смисла.
Поред тога, човек који схвати поенту постане странац у односу на све остале јер види нешто што други не виде. Та идеја је поново апсурд па се опет поставља питање може ли самоубиство прекинути онда тај апсурд. Шта се дешава кад људи изгубе наду? За неке је самоубиство трагичан одговор. Међутим, Ками тврди да губитак наде не мора бити разлог за самоубиство. Напротив, Ками сугерише да признање да нема наде за ишта осим одређене смрти, што он уједно назива реализовањем апсурда, заправо нуди могућност срећнијег постојања.
Према Камију срећа и апсурд су уско повезани. Обе појаве су везане открићем да су наш свет и наша судбина наши сопствени, да нема наде и да је наш живот чисто оно што од њега направимо. Спуштајући се с планине, Сизиф је потпуно свестан своје судбине. Ками закључује: „Морамо замислити да је Сизиф срећан“.

### Апсурдно просуђивање
Прво поглавље почиње Камијевим образлагањем њему главног питања филозофије: да ли самоубиство прекида бесмисленост и апсурд живота. Даље објашњава стање апсурда, а то је да већи део живота радимо и градимо боље сутра, иако нас то сутра води корак ближе смрти, људи живе неометано иако су свесни неизбежне смрти. Тврди како људи и свет генерално нису апсурдни сами по себи, већ постају апсурд кад покушају разумети све неразумљивости света. У овом делу наводи и филозофе који су се бавили појмом апсурда као што су Хајдегер, Јасперс, Кјеркегор и други. Поглавље завршава набрајањем три главне последице прихватања апсурда, револт, слобода и страст. 

### Апсурдни човек
Постоји само један истински озбиљан филозофски проблем: самоубиство. Одговор на суштинско питање филозофије јесте заправо размишљање о томе да ли живот вреди или не вреди да се проживи.— Албер Ками, Мит о Сизифу
Кроз цело поглавље се поставља питање како човек апсурда треба живети. Тврди да се етичка правила не могу применити и да је све допуштено, али то не причињава радост, већ долази до схватања неидеалног стања живота.

### Апсурдно стварање
У овом поглављу Ками истражује апсурд ствараоца и уметника. Ту објашњење није могуће па је уметност апсурда ограничена у записима. Наставак дела анализира рад Достојевског и тврди како његова дела полазе са стајалишта апсурда и истражују теме филозофског самоубиства. Његова последња дела приказују пут наде и вере па тако нису у потпуности креације о апсурду.

### Мит о Сизифу
Четврто поглавље наводи мит о Сизифу, описује Сизифов живот, образлаже и разлоге због чега се замерио боговима. 
Постоји неколико прича, оне које се међусобно не искључују и које објашњавају како је Сизиф заслужио своју казну у подземљу. Према једној причи, Зевс је отео Егину, смртну жену која је била Асопова ћерка. Сизиф је био сведок ове отмице у свом родном граду Коринту. Одлучио је да обавести Асопа о томе ко је отео Егину, уколико Асоп њему преда цитаделу у Коринту. Кад је добио шта је желео сведочио је против Зевса и изазвао гнев богова, али притом је зарадио земаљско богатство и срећу за себе и свој народ.
Такође се прича да је Сизиф својој жени рекао да не ради ниједан од традиционалних обреда сахране када он умре. Кад је стигао у подземни свет, пожалио се Хаду да његова супруга није поштовала ове обреде и добио је дозволу да се врати на земљу како би одао почаст. Једном додељен овом другом свету закупнином живота, Сизиф се одбио да се врати у подземље и доживео и старост, пре него што се вратио у подземни свет и други пут поднео своју вечну казну. Богови су Сизифа осудили да гура стену на врх планине, да би се она силом гравитације сваки пут вратила у подножје одакле је Сизиф кренуо. 
Ками Сизифа идентификује као архетипског апсурдног јунака који показује презир према боговима, мржњу према смрти и страст према животу. Није објашњено како се Сизиф бори са својом казном, а Камија фасцинира његово стање ума у моменту након што се стена откотрља са врха планине. Док силази са планине по камен на кратко је ослобођен свог рада, али исто тако свестан своје судбине. Док Сизиф гура стену уз планину не преостаје му ништа друго него напор и борба, али док се спушта са планине ослобођен терета он је свестан, зна да ће се борити заувек и да га та борба неће довести нигде. Ками сматра богове мудрима због ове казне Сизифу схватајући да је вечност узалудног рада грозна казна.
Сизифова судбину је ужасна јер се види његова узалудност и безнађе. Наравно, средишњи аргумент овог есеја јесте да је сам живот узалудна борба лишена наде. Ками такође сугерише да је ова судбина ужасна само ако се и даље надамо, ако мислимо да постоји нешто више чему вреди тежити. Наша судбина изгледа страшно само кад је поставимо у супротност с нечим што би се чинило пожељнијим. Ако прихватимо да не постоји пожељна алтернатива, онда можемо да прихватимо своју судбину без ужасавања. Тек тада можемо у потпуности да ценимо живот, јер га прихватамо без задршке. Зато је Сизиф изнад своје судбине, управо зато што га је прихватио. Његова је казна ужасна само ако се може надати или сањати нешто боље. Ако се не нада, богови немају чиме да га казне. Ками упоређује Сизифов посао са монотоним пословима које данас људи раде и сваког од тих радника делимично поистовећује као Сизифа.

## Метафора Сизифа
Сизифовим мукама се не види крај, а нису га ни богови предвидели, а управо ту метафору Ками користи за човечанство. Ако би уклонили појмове богова, раја и пакла човек је остављен сам са доживотном борбом коју на крају сигурно губи. Смрт не долази као слобода, већ као негација свега што је човек постигао властитим трудом. Без обзира на све, свестан смрти и тога да је сваки човек поражен и пре него започне борбу Ками ипак поставља круцијално питање: „Може ли човек бити срећан?”